# ケネディーラテン語博士号
ケネディーラテン語博士号（ケネディーラテンごはくしごう、英語：Kennedy Professorship of Latin ）はケンブリッジ大学で行われる称号である。1865年にベンジャミン・ホール・ケネディー（Benjamin Hall Kennedy）がシュルーズベリー校（Shrewsbury School）の校長を引退することを記念して友人や生徒がラテン語の講座の設置のために醵金したことに始まる。称号は1869年に創立。ケネディー本人は500Kポンドを寄付するかわりに自分の名前を使うなと反対していたが1911年の没後に名前を採ることに決まった。

## 取得者
- ヒュー・アンドリュー・ジョンストーン・マンロー（Andrew Johnstone Munro、1869年）
- ジョン・アイトン・ビッカーステス・メアー（John Eyton Bickersteth Mayor、1872年）
- アルフレッド・エドワード・ハウスマン（Alfred Edward Housman、 1911年）
- ウィリアム・ブレア・アンダーソン（William Blair Anderson、1936年～1942年）
- ロジャー・オーブリー・バスカーヴィル・マイナーズ（Roger Aubrey Baskerville Mynors、1944年）
- チャールズ・オスカー・ブリンク（Charles Oscar Brink 1954年）
- エドワード・ジョン・ケニー（Edward John Kenney 1974年～1982年）
- マイケル・デービッド・リーヴ（Michael David Reeve、1984年）